# Strzebielewo
Strzebielewo (do 1945 niem. Strebelow) – wieś w Polsce położona w województwie zachodniopomorskim, w powiecie stargardzkim, w gminie Dolice, 10,5 km na północny zachód od Dolic (siedziby gminy) i 9 km na południowy wschód od Stargardu (siedziby powiatu). We wsi znajduje się przystanek kolejowy Strzebielewo Pyrzyckie, skąd można dojechać do Poznania, Szczecina i Świnoujścia.

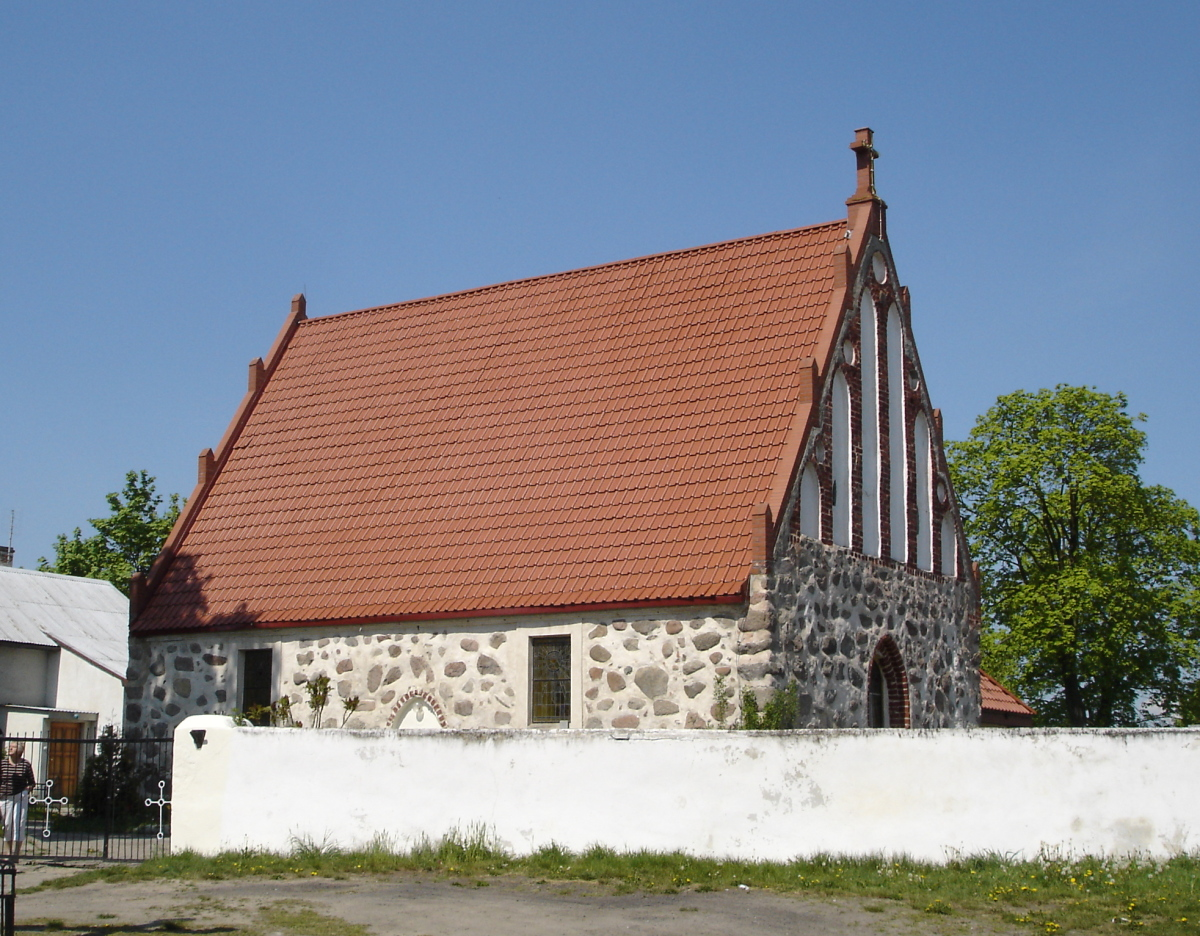
Kościół filialny w Strzebielewie

W latach 1975–1998 miejscowość administracyjnie należała do województwa szczecińskiego.

## Zabytki
- kościół z XVI w. ze szczytami znaczonymi łukowymi i kolistymi blendami oraz sterczynami[3].